# Finaliści indywidualnych mistrzostw świata na żużlu w latach 1936–1994
Lista zawiera wszystkich żużlowców, którzy wywalczyli awans do IMŚ w latach 1936–1994

## Indeks

#### ABCDEFGHIJKLŁMNOPRSŚTUVWZŹŻ
Uwaga! – Skróty:
rez. – rezerwowy, kont. – został wycofany przed turniejem z powodu kontuzji

## A
- Joe Abbott – 1 raz → | 1937 |

- Leigh Adams – 1 raz → | 1993 |

- Zoltán Adorján – 3 razy  → | 1985 | 1989 | 1990 |

- Jim Airey – 1 raz → | 1971 |

- Henry Andersen – 1 raz → | 1955 |

- Jan Andersson – 7 razy → | 1978 | 1980 | 1981 | 1982 | 1984 | 1985 | 1986 –  rez. |

- Olle Andersson – 1 raz → | 1956 |

- Bob Andrews – 4 razy → | 1960 –  rez. | 1961 | 1962 | 1964 |

- Martin Ashby – 2 razy → | 1968 | 1975 –  rez. |

- Arthur Atkinson – 4 razy → | 1936 | 1937 | 1938 | 1939 |

- Scott Autrey – 2 razy → | 1976 | 1978 – brąz |

 (wróć do indeksu)

## B
- Billy Bales – 1 raz → | 1955 |

- Steve Bastable – 1 raz → | 1978 –  rez. |

- Terry Betts – 1 raz → | 1974 |

- Christoph Betzl – 1 raz → | 1979 |

- Jack Biggs – 6 razy → | 1950 | 1951 – brąz | 1953 | 1954 | 1956 –  rez. | 1957 –  rez. |

- Mikael Blixt – 1 raz → | 1991 –  rez. |

- Eric Boocock – 3 razy → | 1967 | 1971 | 1972 |

- Nigel Boocock – 9 razy → | 1962 –  rez. | 1963 | 1964 | 1965 | 1966 | 1968 | 1969 | 1971 | 1972 |

- Eric Boothroyd – 1 raz → | 1956 |

- John Bougler – 2 razy → | 1973 | 1977 |

- Craig Boyce – 1 raz → | 1994 – brąz |

- Dick Bradley – 3 razy → | 1951 –  rez. | 1952 | 1953 |

- Fred Brand – 1 raz → | 1954 |

- Bengt Brannefors – 1 raz → | 1966 –  rez. |

- Brian Brett – 1 raz → | 1965 |

- Bohumil Brhel – 1 raz → | 1989 |

- Barry Briggs – 18 razy → | 1954 | 1955 – brąz | 1956 | 1957 – złoto | 1958 – złoto | 1959 – brąz | 1960 | 1961 | 1962 – srebro | 1963 – brąz | 1964 – złoto | 1965 | 1966 – złoto | 1967 | 1968 – srebro | 1969 – srebro | 1970 | 1972 |

- Cyril Brine – 2 razy → | 1950 | 1951 |

- Mike Broadbanks – 7 razy → | 1958 | 1961 | 1962 | 1964 | 1965 –  rez. | 1966 | 1967 –  rez. |

- Troy Butler – 1 raz → | 1989 |

 (wróć do indeksu)

## C
- Arne Carlsson – 3 razy → | 1959 | 1962 | 1963 |

- Kjell Carlsson – 1 raz → | 1955 |

- Kenny Carter – 3 razy → | 1981 | 1982 | 1983 |

- Dicky Case – 1 raz → | 1936 |

- Armando Castagna – 5 razy → | 1985 | 1986 | 1990 | 1991 | 1993 |

- Frank Charles – 2 razy → | 1936 | 1937 |

- Eric Chitty – 2 razy → | 1937 | 1939 |

- Grigorij Chłynowski – 4 razy → | 1972 | 1973 | 1974 | 1976 –  rez. |

- Marek Cieślak – 3 razy → | 1975 | 1976 | 1978 |

- Phil Clarke – 1 raz → | 1955 |

- Ron Clarke – 2 razy → | 1949 | 1950 |

- Derek Close – 1 raz → | 1952 |

- Howard Cole – 1 raz → | 1969 |

- Eric Collins – 1 raz → | 1939 |

- Les Collins – 1 raz → | 1982 – srebro |

- Peter Collins – 8 razy → | 1973 | 1974 | 1975 | 1976 – złoto | 1977 – srebro | 1979 | 1980 | 1982 |

- Phil Collins – 2 razy → | 1983 | 1985 –  rez. |

- John Cook – 2 razy → | 1985 | 1987 |

- Ronnie Correy – 5 razy → | 1989 | 1990 | 1991 | 1992 | 1993 –  rez. |

- Marvyn Cox – 2 razy → | 1986 | 1994 – (jako ) |

- Peter Craven – 10 razy → | 1954 | 1955 – złoto | 1956 | 1957 – brąz | 1958 | 1959 | 1960 – brąz | 1961 | 1962 – złoto | 1963 |

- Malcolm Crawen – 1 raz → | 1939 |

- Ray Cresp – 1 raz → | 1961 |

- Tommy Croombs – 2 razy → | 1937 | 1938 |

- Simon Cross – 2 razy → | 1987 | 1988 –  rez. |

- Jason Crump – 1 raz → | 1994 |

- Phil Crump – 3 razy → | 1975 | 1976 – brąz | 1982 |

- Brian Crutcher – 7 razy → | 1952 | 1953 | 1954 – srebro | 1955 | 1956 | 1958 –  rez. | 1959 |

 (wróć do indeksu)

## D
- Stefan Dannö – 1 raz → | 1994 |

- Doug Davies – 1 raz → | 1955 – kont. | 1956 |

- John Davis – 3 razy → | 1977 –  rez. | 1980 | 1988 |

- Jochen Dinse – 1 raz → | 1967 |

- Ryszard Dołomisiewicz – 1 raz → | 1986 |

- Jeremy Doncaster – 3 razy → | 1987 | 1989 – brąz | 1991 |

- Sławomir Drabik – 1 raz → | 1992 |

- Aleš Dryml – 2 razy → | 1980 | 1981 |

- Martin Dugard – 2 razy → | 1990 | 1992 –  rez. |

- Vic Duggan – 2 razy → | 1939 | 1950 |

- Maury Dunn – 1 raz → | 1953 –  rez. |

- Danny Dunton – 1 raz → | 1950 |

- Grzegorz Dzikowski – 1 raz → | 1985 –  rez. |

 (wróć do indeksu)

## E
- Reidar Eide – 1 raz → | 1968 |

- Bryan Elliott – 1 raz → | 1960 |

- Leif Enecrona – 3 razy → | 1966 | 1967 –  rez. | 1971 |

- Ulf Ericsson – 1 raz → | 1956 |

- Preben Eriksen – 1 raz → | 1981 –  rez. |

- Sam Ermolenko – 8 razy → | 1985 – brąz | 1986 | 1987 – brąz | 1988 | 1991 | 1992 | 1993 – złoto | 1994 |

- Mike Erskine – 1 raz → | 1949 –  rez. |

- Neil Evitts – 1 raz → | 1986 |

 (wróć do indeksu)

## F
- Dick Fisher – 3 razy → | 1956 | 1963 | 1964 |

- Dan Forsberg – 2 razy → | 1952 | 1957 |

- Arthur Forrest – 5 razy → | 1950 – kont. | 1952 | 1953 | 1954 | 1955 | 1956 – brąz |

- Rick France – 1 raz → | 1967 |

- Zygfryd Friedek – 1 raz → | 1970 |

- Hans-Jürgen Fritz – 1 raz → | 1970 |

- Ove Fundin – 15 razy → | 1954 | 1955 | 1956 – złoto | 1957 – srebro | 1958 – srebro | 1959 – srebro | 1960 – złoto | 1961 – złoto | 1962 – brąz | 1963 – złoto | 1964 – brąz | 1965 – brąz | 1967 – złoto | 1968 | 1969 |

 (wróć do indeksu)

## G
- Jack Geran – 2 razy → | 1957 | 1958 |

- Henryk Glücklich – 3 razy → | 1969 | 1970 | 1975 |

- Lloyd Goffe – 1 raz → | 1949 |

- Tomasz Gollob – 2 razy → | 1993 | 1994 |

- Jimmy Gooch – 1 raz → | 1965 |

- Walery Gordiejew – 5 razy → | 1970 | 1972 | 1973 | 1975 | 1976 |

- Władimir Gordiejew – 4 razy → | 1971 | 1974 | 1975 –  rez. | 1976 |

- Frank Goulden – 1 raz → | 1939 |

- Alan Grahame – 2 razy → | 1984 –  rez. | 1989 –  rez. |

- Andy Grahame – 1 raz → | 1982 –  rez. |

- Wally Green – 1 raz → | 1950 – srebro |

- Erik Gundersen – 8 razy → | 1981 | 1983 | 1984 – złoto | 1985 – złoto | 1986 | 1987 – srebro | 1988 – złoto | 1989 |

- Henrik Gustafsson – 4 razy → | 1990 | 1992 | 1993 | 1994 |

 (wróć do indeksu)

## H
- Georg Hack – 2 razy → | 1982 | 1984 –  rez. |

- Arnold Haley – 1 raz → | 1969 –  rez. |

- Billy Hamill – 3 razy → | 1991 | 1993 | 1994 –  rez. |

- Greg Hancock – 2 razy → | 1993 | 1994 |

- Gert Handberg – 2 razy → | 1991 –  rez. | 1992 – brąz |

- Aage Hansen – 1 raz → | 1957 |

- Morian Hansen – 2 razy → | 1936 | 1937 |

- Sverre Harrfeldt – 2 razy → | 1963 | 1966 – srebro |

- Bob Harrison – 2 razy → | 1936 | 1937 |

- Torbjörn Harrysson – 3 razy → | 1966 | 1968 | 1969 |

- Oliver Hart – 1 raz → | 1949 –  rez. |

- Gary Havelock – 2 razy → | 1992 – złoto | 1993 |

- Trevor Hedge – 1 raz → | 1970 |

- Josef Hofmeister – 4 razy → | 1957 | 1958 | 1959 | 1960 |

- Hans Holmqvist – 2 razy → | 1968 | 1969 |

- Ron How – 8 razy → | 1952 | 1957 | 1958 | 1959 | 1960 – kont. | 1961 | 1962 | 1963 | 1964 |

- Alan Hunt – 4 razy → | 1951 | 1953 | 1954 –  rez. | 1956 |

- Gerry Hussey – 3 razy → | 1955 –  rez. | 1956 | 1958 |

- Andrzej Huszcza – 1 raz → | 1988 –  rez. |

- Vic Huxley – 1 raz → | 1936 |

- Leif Basse Hveem – 1 raz → | 1952 –  rez. |

 (wróć do indeksu)

## I
- Conny Ivarsson – 1 raz → | 1988 |

 (wróć do indeksu)

## J
- Edward Jancarz – 10 razy → | 1968 – brąz | 1969 | 1973 | 1974 –  rez. | 1975 | 1976 | 1977 | 1979 | 1981 | 1982 | 1984 – kont. |

- Roman Jankowski – 3 razy → | 1987 | 1988 | 1994 –  rez. |

- Bengt Jansson – 6 razy → | 1965 | 1967 – srebro | 1968 –  rez. | 1971 – brąz | 1974 | 1977 |

- Joel Jansson – 1 raz → | 1958 |

- Tommy Jansson – 4 razy → | 1971 | 1973 –  rez. | 1974 –  rez. | 1975 |

- Dave Jessup – 6 razy → | 1974 | 1978 | 1979 | 1980 – srebro | 1981 | 1982 |

- Tommy Johansson – 6 razy → | 1974 |

- Ron Johnson – 5 razy → | 1939 | 1955 | 1957 | 1958 | 1960 |

- Per Jonsson – 6 razy → | 1987 | 1988 | 1990 – złoto | 1991 | 1992 – srebro | 1993 |

- John Jørgensen – 2 razy → | 1988 | 1992 |

 (wróć do indeksu)

## K
- Marian Kaiser – 2 razy → | 1960 | 1966 |

- Wiktor Kałmykow – 1 raz → | 1972 |

- Florian Kapała – 2 razy → | 1959 –  rez. | 1961 |

- Brian Karger – 2 razy → | 1992 | 1993 –  rez. |

- Peter Karlsson – 1 raz → | 1993 |

- Sören Karlsson – 1 raz → | 1977 –  rez. |

- Antonín Kasper junior – 4 razy → | 1983 | 1986 | 1987 | 1990 |

- Antonín Kasper senior – 1 raz → | 1963 –  rez. |

- Zenon Kasprzak – 1 raz → | 1988 |

- Benny Kaufman – 2 razy → | 1938 | 1939 |

- Gordon Kennett – 1 raz → | 1978 – srebro |

- Lance King – 1 raz → | 1983 | 1984 – brąz | 1985 |

- Bill Kitchen – 4 razy → | 1937 | 1938 | 1939 | 1949 |

- Walerij Klemientjew – 2 razy → | 1969 | 1970 |

- Richard Knight – 1 raz → | 1990 |

- Tommy Knudsen – 6 razy → | 1981 – brąz | 1985 | 1986 | 1991 | 1992 | 1994 |

- Björn Knutsson – 6 razy → | 1961 – srebro | 1962 | 1963 – srebro | 1964 | 1965 – złoto | 1966 |

- Antal Kócsó – 2 razy → | 1988 | 1992 –  rez. |

- Michaił Krasnow – 1 raz → | 1974 |

- Henny Kroeze – 2 razy → | 1983 –  rez. | 1987 |

- Zdeněk Kudrna – 1 raz → | 1979 |

- Giennadij Kurilenko – 3 razy → | 1964 | 1968 | 1970 |

- Anatolij Kuźmin – 1 raz → | 1972 |

- Wiktor Kuźniecow – 2 razy → | 1985 | 1986 |

- Stefan Kwoczała – 1 raz → | 1960 |

 (wróć do indeksu)

## L
- Wilbur Lamoreaux – 4 razy → | 1937 – srebro | 1938 – brąz | 1939 | 1949 |

- Eric Langton – 4 razy → | 1936 – srebro | 1937 | 1938 | 1939 |

- Josh Larsen – 1 raz → | 1994 |

- Leif Larsson – 3 razy → | 1961 –  rez. | 1965 | 1966 |

- Aub Lawson – 10 razy → | 1939 | 1949 | 1950 | 1951 | 1953 | 1954 | 1955 – kont. | 1957 | 1958 – brąz | 1959 | 1960 |

- Louis Lawson – 3 razy → | 1949 – brąz | 1951 | 1953 –  rez. |

- Ken Le Breton – 1 raz → | 1949 |

- Michael Lee – 6 razy → | 1977 | 1978 | 1979 | 1980 – złoto | 1981 | 1983 – brąz |

- Ginger Lees – 2 razy → | 1936 | 1937 |

- Bob Leverenz – 1 raz → | 1951 |

- Jim Lightfoot – 2 razy → | 1963 | 1964 –  rez. |

- Jeff Lloyd – 3 razy → | 1951 | 1952 | 1953 |

- Christer Löfqvist – 2 razy → | 1972 | 1974 |

- Dennis Löfqvist – 1 raz → | 1990 –  rez. |

- Tony Lomas – 1 raz → | 1971 –  rez. |

- Henry Long – 1 raz → | 1952 |

- Bill Longley – 1 raz → | 1949 |

- Mark Loram – 1 raz → | 1994 |

- Chris Louis – 2 razy → | 1993 – brąz | 1994 |

- John Louis – 4 razy → | 1972 | 1974 | 1975 – brąz | 1976 |

- Dag Lövaas – 1 raz → | 1974 |

- Reg Luckhurst – 1 raz → | 1965 |

 (wróć do indeksu)

## M
- Cyril Maidment – 2 razy → | 1961 | 1964 |

- Karl Maier – 5 razy → | 1983 | 1984 | 1985 | 1986 | 1989 |

- Gunnar Malmqvist – 1 raz → | 1968 |

- Geoff Mardon – 4 razy → | 1951 –  rez. | 1953 – brąz | 1954 | 1959 |

- Roman Matoušek – 5 razy → | 1987 | 1988 | 1989 | 1990 | 1991 |

- Ivan Mauger – 14 razy → | 1966 | 1967 – brąz | 1968 – złoto | 1969 – złoto | 1970 – złoto | 1971 – srebro | 1972 – złoto | 1973 – srebro | 1974 – srebro | 1975 | 1976 | 1977 – złoto | 1978 | 1979 – złoto |

- Leo McAuliffe – 1 raz → | 1963 |

- Ken McKinlay – 12 razy → | 1955 –  rez. | 1956 | 1957 | 1958 | 1959 –  rez. | 1960 | 1961 | 1962 | 1964 | 1965 | 1966 –  rez. | 1969 |

- Jim McMillan – 1 raz → | 1972 –  rez. |

- Anders Michanek – 11 razy → | 1967 | 1968 | 1970 | 1971 | 1972 | 1973 | 1974 – złoto | 1975 – srebro | 1976 –  rez. | 1977 | 1978 |

- Edmund Migoś – 1 raz → | 1970 –  rez. |

- Rick Miller – 2 razy → | 1990 | 1992 |

- Cordy Milne – 4 razy → | 1936 | 1937 – brąz | 1938 | 1939 |

- Jack Milne – 4 razy → | 1936 | 1937 – złoto | 1938 – srebro | 1939 |

- Peter Moore – 5 razy → | 1956 | 1958 | 1959 | 1960 | 1963 |

- Ronnie Moore – 15 razy → | 1950 | 1951 | 1952 | 1953 | 1954 – złoto | 1955 – srebro | 1956 – srebro | 1958 | 1959 – złoto | 1960 – srebro | 1961 | 1962 | 1969 | 1970 –  rez. | 1971 |

- Kelly Moran – 3 razy → | 1979 | 1982 | 1984 |

- Shawn Moran – 3 razy → | 1984 | 1985 | 1990 |

- Chris Morton – 7 razy → | 1976 | 1980 | 1981 | 1983 | 1986 | 1987 | 1988 |

- Ron Mountford – 1 raz → | 1962 |

- Jan Mucha – 4 razy → | 1969 | 1970 | 1973 | 1977 |

- Egon Müller – 7 razy → | 1976 | 1977 | 1980 | 1981 | 1983 – złoto | 1984 | 1985 |

 (wróć do indeksu)

## N
- George Newton – 3 razy → | 1936 | 1937 | 1938 |

- Hans Nielsen – 14 razy → | 1980 | 1981 | 1982 | 1983 | 1984 – srebro | 1985 – srebro | 1986 – złoto | 1987 – złoto | 1988 – srebro | 1989 – złoto | 1990 | 1991 – brąz | 1993 – srebro | 1994 – srebro |

- Kai Niemi – 4 razy → | 1980 | 1982 | 1984 | 1985 |

- Jimmy Nilsen – 5 razy → | 1986 | 1987 | 1990 | 1991 | 1992 |

- Tommy Nilsson – 1 raz → | 1977 |

- Göte Nordin – 6 razy → | 1961 – brąz | 1962 | 1963 | 1964 –  rez. | 1966 | 1971 –  rez. |

- Olle Nygren – 6 razy → | 1953 | 1954 – brąz | 1955 | 1957 – kont. | 1958 | 1959 |

 (wróć do indeksu)

## O
- Bob Oakley – 1 raz → | 1952 – brąz |

- Dent Oliver – 3 raz → | 1949 | 1950 | 1953 –  rez. |

- Ole Olsen – 12 razy → | 1970 | 1971 – złoto | 1972 – brąz | 1973 | 1974 | 1975 – złoto | 1977 – brąz | 1978 – złoto | 1979 | 1980 –  rez. | 1981 – srebro | 1983 |

- Tony Olsson – 1 raz → | 1989 |

- Henryk Olszak – 1 raz → | 1981 –  rez. |

- Petr Ondrašík – 4 razy → | 1978 | 1979 –  rez. | 1980 | 1983 – kont. | 1984 |

- Jack Ormston – 2 razy → | 1936 | 1938 |

 (wróć do indeksu)

## P
- Jack Parker – 7 razy → | 1936 | 1937 | 1938 | 1939 | 1949 – srebro | 1950 | 1951 |

- Norman Parker – 3 razy → | 1936 | 1949 | 1951 |

- Aleksandr Pawłow – 1 raz → | 1972 |

- Arthur Payne – 3 razy → | 1950 | 1952 | 1953 –  rez. |

- Władimir Paznikow – 1 raz → | 1973 |

- Jan Osvald Pedersen – 5 razy → | 1985 | 1986 – srebro | 1987 | 1988 – brąz | 1989 – kont. | 1990 – kont. | 1991 – złoto |

- Bruce Penhall – 3 razy → | 1980 | 1981 – złoto | 1982 – złoto |

- Bernt Persson – 8 razy → | 1967 | 1968 | 1971 | 1972 – srebro | 1973 | 1975 | 1977 | 1978 –  rez. |

- Bo Petersen – 1 raz → | 1984 |

- József Petrikovics – 1 raz → | 1989 –  rez. |

- Wal Phillips – 1 raz → | 1936 |

- Bill Pitcher – 1 raz → | 1936 |

- Zenon Plech – 8 razy → | 1973 – brąz | 1974 | 1975 | 1976 | 1979 – srebro | 1980 | 1981 | 1983 |

- Igor Plechanow – 7 razy → | 1961 | 1962 | 1964 – srebro | 1965 – srebro | 1966 | 1967 | 1968 –  rez. |

- Zbigniew Podlecki – 2 razy → | 1964 | 1969 –  rez. |

- Andrzej Pogorzelski – 4 razy → | 1965 | 1966 | 1967 | 1969 |

- Mieczysław Połukard – 2 razy → | 1959 | 1960 –  rez. |

- Colin Pratt – 1 raz → | 1967 |

- Tommy Price – 4 razy → | 1938 | 1949 – złoto | 1950 | 1954 |

- Geoff Pymar – 1 raz → | 1938 |

 (wróć do indeksu)

## R
- Peter Ravn – 2 razy → | 1983 –  rez. | 1987 –  rez. |

- Trevor Redmond – 2 razy → | 1952 –  rez. | 1954 |

- Jerzy Rembas – 2 razy → | 1976 | 1978 |

- Tony Rickardsson – 4 razy → | 1991 – srebro | 1992 | 1993 | 1994 – złoto |

- Eddie Rigg – 2 razy → | 1951 | 1954 |

- Gerd Riss – 4 razy → | 1987 | 1989 | 1990 – kont. | 1991 | 1993 |

- Ernie Roccio – 1 raz → | 1951 |

- Bob Roger – 1 raz → | 1957 |

- Cyril Roger – 5 razy → | 1949 | 1950 - rez. | 1952 | 1955 | 1959 |

- Marian Rose – 1 raz → | 1965 –  rez. |

- Larry Ross – 2 razy → | 1979 –  rez. | 1981 |

 (wróć do indeksu)

## S
- Boris Samorodow – 2 razy → | 1963 | 1964 |

- Billy Sanders – 5 razy → | 1977 | 1979 | 1980 – brąz | 1983 – srebro | 1984 |

- Joe Screen – 1 raz → | 1993 |

- Mitch Shirra – 7 razy → | 1983 | 1984 | 1986 | 1987 | 1989 | 1991 | 1992 |

- Dennis Sigalos – 2 razy → | 1982 – brąz | 1983 |

- Jan Simensen – 1 raz → | 1972 –  rez. |

- Malcolm Simmons – 3 razy → | 1975 | 1976 – srebro | 1978 |

- Sören Sjösten – 6 razy → | 1962 | 1965 | 1969 – brąz | 1970 | 1971 | 1974 – brąz |

- Robert Słaboń – 1 raz → | 1979 |

- Andy Smith – 2 razy → | 1989 | 1993 |

- Emil Sova – 1 raz → | 1982 –  rez. |

- Per-Olof Söderman – 4 razy → | 1956 | 1957 | 1963 | 1966 |

- Rune Sörmander – 8 razy → | 1953 | 1956 –  rez. | 1957 | 1958 –  rez. | 1959 | 1960 | 1961 | 1962 |

- Jan Stæchmann – 1 raz → | 1994 |

- Jiří Štancl – 9 razy → | 1971 | 1976 | 1977 | 1978 | 1980 | 1981 | 1982 | 1983 | 1984 |

- Michaił Starostin – 2 razy → | 1979 | 1982 |

- Alec Statham – 4 razy → | 1937 | 1938 | 1939 | 1949 –  rez. |

- Per Tage Svensson – 1 raz → | 1963 |

- Jerzy Szczakiel – 2 razy → | 1971 | 1973 – złoto |

 (wróć do indeksu)

## Ś
- Piotr Świst – 1 raz → | 1994 |

 (wróć do indeksu)

## T
- Kelvin Tatum – 7 razy → | 1985 | 1986 – brąz | 1988 | 1989 | 1990 | 1991 | 1992 |

- Chum Taylor – 1 raz → | 1960 |

- Tadeusz Teodorowicz – 1 raz → | 1963 –  rez. - (jako ) |

- Ilka Teromaa – 1 raz → | 1978 |

- Zdeněk Tesař – 2 razy → | 1990 | 1992 |

- Finn Thomsen – 3 razy → | 1977 | 1979 | 1980 |

- Paul Thorp – 1 raz → | 1991 |

- Sándor Tihanyi – 2 razy → | 1988 | 1990 –  rez. |

- John Titman – 2 razy → | 1978 | 1979 |

- Stanisław Tkocz – 2 razy → | 1961 | 1966 |

- Luboš Tomíček – 1 raz → | 1965 |

- Wiktor Trofimow – 2 razy → | 1972 | 1975 |

- Wołodymyr Trofimow – 1 raz → | 1987 –  rez. |

- Jerzy Trzeszkowski – 2 razy → | 1967 | 1968 |

- Olli Tyrväinen – 1 raz → | 1989 |

 (wróć do indeksu)

## V
- Lionel Van Praag – 4 razy → | 1936 – złoto | 1937 | 1938 | 1939 |

- Petr Vandírek – 1 raz → | 1986 –  rez. |

- Frank Varey – 2 razy → | 1937 | 1938 |

- Jan Verner – 2 razy → | 1977 | 1978 |

- Václav Verner – 3 razy → | 1980 –  rez. | 1982 | 1984 |

- Jaroslav Volf – 1 raz → | 1964 |

 (wróć do indeksu)

## W
- Paweł Waloszek – 4 razy → | 1962 | 1968 | 1970 – srebro | 1972 | 1973 |

- Graham Warren – 4 razy → | 1949 – brąz | 1950 | 1952 | 1953 |

- Split Waterman – 5 razy → | 1950 | 1951 – srebro | 1952 | 1953 – srebro | 1954 |

- Cliff Watson – 1 raz → | 1949 |

- Rolf Westerberg – 1 raz → | 1957 –  rez. |

- George White – 2 razy → | 1957 | 1959 |

- Alois Wiesböck – 1 raz → | 1979 |

- Simon Wigg – 3 razy → | 1984 | 1988 | 1989 – srebro |

- Bluey Wilkinson – 2 razy → | 1936 – brąz | 1938 – złoto |

- Eric Williams – 3 razy → | 1951 | 1953 | 1955 | 1960 – kont. |

- Freddie Williams – 5 razy → | 1950 – złoto | 1951 | 1952 – srebro | 1953 – złoto | 1954 –  rez. |

- Ian Williams – 1 raz → | 1957 |

- Todd Wiltshire – 1 raz → | 1990 – brąz |

- Ray Wilson – 4 razy → | 1967 | 1971 | 1973 | 1975 |

- Antoni Woryna – 5 razy → | 1965 | 1966 – brąz | 1967 | 1968 | 1970 – brąz |

- Arthur Wright – 1 raz → | 1955 |

- Doug Wyer – 1 raz → | 1976 |

- Andrzej Wyglenda – 6 razy → | 1964 | 1965 | 1967 | 1969 | 1970 | 1973 –  rez. |

 (wróć do indeksu)

## Y
- Jack Young – 8 razy → | 1950 | 1951 – złoto | 1952 – złoto | 1953 | 1954 | 1955 | 1960 | 1961 –  rez. |

 (wróć do indeksu)

## Z
- Władimir Zapleczny – 1 raz → | 1973 |

 (wróć do indeksu)

## Ż
- Henryk Żyto – 2 razy → | 1960 | 1962 –  rez. |

 (wróć do indeksu)